# Амренов, Рышат Бабаевич
Амренов, Рышат Бабаевич (род. 1959) — Герой Труда Казахстана (2015), механик разреза «Восточный» АО «Евроазиатская энергетическая корпорация».

## Биография
Родился в 1959 году.
Окончил Целиноградский педагогический институт по специальности «Физика и труд». В 2005 году получил второе высшее образование в Экибастузском горном институте имени Каныша Сатпаева по специальности «Горные машины и оборудования» - механик. 
На разрезе «Восточный» работает с 1986 года. Прошёл трудовой путь от плотника ремонтно-строительного участка до механика участка добычных работ. Его трудовой стаж на разрезе составляет 30 лет. Стал высококвалифицированным горным инженером. 

## Семья
Семья Амреновых - самая многочисленная династия на разрезе «Восточный» - династия шахтеров. Общий стаж семьи Амреновых на разрезе «Восточный» составляет 120 лет.
Супруга Карашаш Укебаевна удостоена знака «Күміс алқа».
В семье шестеро детей и шестеро внуков.
Дочь Айнура окончила Экибастузский инженерно-технический институт им. К. Сатпаева и с 2003 года трудится участковым маркшейдером разреза «Восточный». Сын Ерганат получил диплом о высшем образовании Экибастузского инженерно-технического института им. К. Сатпаева и с 2004 года работает машинистом экскаватора на участке добычных работ разреза. Дочь Бахытгуль окончила политехнический колледж и с 2007 года трудится горно¬рабочей в отделе главного технолога разреза. Сын Ренат учится на заочном отделении Экибастузского инженерно-технического института им. К. Сатпаева и с 2008 года работает помощником машиниста буровой установки на участке буровых работ. Дочь Гульнур учится в Карагандинском медицинском колледже.

## Награды
- Герой Труда Казахстана с вручением знака особого отличия «Алтын жүлдыз» и ордена Отан (3 декабря 2015 года);[1]
- Полный кавалер знака «Шахтёрская слава»;
- Юбилейная медаль «25 лет независимости Республики Казахстан»(2016);
- Почётный гражданин города Экибастуза (7 июня 2018 года);
- Медаль от партии «Белсенді қызметі үшін» (2019);[2]